# 阿蘇要塞1995
『阿蘇要塞1995』（あそようさい いちきゅうきゅうご）は、荒巻義雄による小説である。『要塞シリーズ』第3部で、『十和田要塞1991』の続編である。
戦場世界「コード1995」の九州島を主な舞台に、引き続き日本列島への侵攻を企図するスミノフ軍と日本列島防衛軍の戦いが描かれる。
シリーズとしては、本作から読者参加が本格的に行われ、作中への将兵としての登場や応募アイデアの反映などが行われていることが特筆される。
中央公論社より新書版（全5巻）が刊行され、後に中公文庫版（全5巻）も発売された。

## 概要

### 書誌情報
- 阿蘇要塞1995 1「電脳要塞覚醒篇」
  - 新書版ISBN 978-4125001449 文庫版ISBN 978-4122022287
- 阿蘇要塞1995 2「対馬要塞争奪戦」
  - 新書版ISBN 978-4125001456 文庫版ISBN 978-4122022515
- 阿蘇要塞1995 3「九州島侵攻篇」
  - 新書版ISBN 978-4125001517 文庫版ISBN 978-4122022737
- 阿蘇要塞1995 4「レイテ海戦篇」
  - 新書版ISBN 978-4125001609 文庫版ISBN 978-4122022980
- 阿蘇要塞1995 5「九重高原最終決戦篇」
  - 新書版ISBN 978-4125001647 文庫版ISBN 978-4122023222